# Cnidoscolus monicanus
Cnidoscolus monicanus är en törelväxtart som beskrevs av J.A.Lomelí, Sahagún och Victor W. Steinmann. Cnidoscolus monicanus ingår i släktet Cnidoscolus och familjen törelväxter. Inga underarter finns listade i Catalogue of Life.